# Онайда (коммуна)

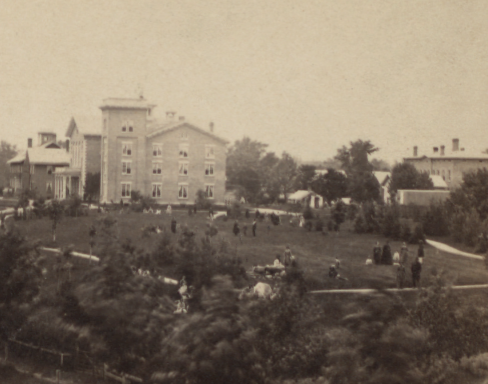
Коммуна Онайда, между 1865 и 1875 г.

Коммуна Онайда (англ. Oneida Community) — религиозная коммуна в городе Онайда (англ. Oneida) штата Нью-Йорк, основанная Джоном Хамфри Нойесом в 1848 году и просуществовавшая до конца 1870-х годов.

## Идеология и предыстория
Идеология будущей религиозной коммуны была разработана её основателем и бессменным руководителем Джоном Хамфри Нойесом (англ. John Humphrey Noyes). Он уже в двадцатилетнем возрасте всерьёз обратился к религии; в начале 1830-х годов обучался в двух теологических семинариях и планировал стать христианским проповедником и священником. Но в процессе изучения Библии Джон Нойес сделал оригинальные выводы о том, что второе пришествие Иисуса Христа состоялось в 70 году нашей эры, «Тысячелетнее Царство» уже наступило, и потому для любого человека стало возможным достичь свободы от греха и совершенства не только на небесах, но и в этом мире.
Преподаватели и коллеги в семинарии не разделяли таких идей христианского перфекционизма, подозревали у Нойеса проблемы с психикой и обвиняли его в ереси. 20 февраля 1834 года Джон Нойес объявил себя совершенным, полностью свободным от греха и напрямую подчинённым Богу. Это стало последней каплей: Джон Нойес был исключён из семинарии и лишён недавно выданной лицензии проповедника. Но это не поколебало его убеждённости в собственной правоте; покинув семинарию, он начал самостоятельную религиозную деятельность.
В 1838 году Нойес женился на Харриет Холтон (Harriet Holton). Первые годы они прожили в традиционном христианском браке. За шесть лет Харриет рожала пять раз, но все роды у неё были очень тяжёлые и травмирующие, и в результате только один ребёнок выжил, а остальные умерли при родах. Это побудило Джона Нойеса искать совместимое с христианством решение этой проблемы. В 1844 году Джон и Харриет решили жить раздельно и воздерживаться от интимных отношений, но полное воздержание не казалось Джону Нойесу лучшим выходом из положения. Позже супруги стали практиковать сохранённый половой акт, прерываемый до семяизвержения и предохраняющий от зачатия.
В дальнейшем Джон Нойес пришёл к идее создания религиозной коммуны и группового брака. Им были основаны несколько таких общин в США, но большинство из них были малочисленными и просуществовали недолго. Коммуна Онайда оказалась наиболее успешной.

## Ценности и правила
В коммуне обобществлялись доходы и имущество, практиковались групповой брак, сохранённый половой акт и взаимная критика.

### Трудовая деятельность
Все члены коммуны были обязаны работать, каждый по мере своих способностей и возможностей. Женщины в основном занимались домашней работой. Наиболее квалифицированные работы, как правило, закреплялись за определёнными участниками коммуны: например, должность финансового менеджера занимал один человек за всё время существования организации. На неквалифицированных работах: домашних, сельскохозяйственных, не требующих особых промышленных навыков — происходила периодическая ротация людей. Коммуна успешно развивалась, своих специалистов ей уже не хватало, и она всё больше и больше нанимала работников со стороны, став крупнейшим из местных работодателей — в 1870 году в Онайде было около 200 наёмных сотрудников, не являющихся членами коммуны.
Изготовление столовых приборов — единственное сохранившееся производство — было начато довольно поздно, в 1877 году. Коммуна Онайда также занималась изготовлением кожаных туристических сумок, пальмовых шляп, садовой фурнитуры и охотничьих капканов, оказывала туристические услуги. Но эти виды бизнеса оказались не столь успешными.
Несмотря на то, что максимальное количество членов коммуны за всю историю её существования было чуть более 300, эта организация имела сложную и бюрократизированную структуру: в ней было 27 постоянных комитетов и 48 административных подразделений.

### Групповой брак
Участники коммуны Онайда строго придерживались ценностей свободной любви и состояли в групповом браке между собой. Каждый из них мог вступать в интимные отношения с любым другим членом коммуны по обоюдному согласию с ним или с ней; проявления собственнических инстинктов и исключительных взаимоотношений не одобрялись.
Но при этом члены коммуны Онайда не использовали искусственную контрацепцию и не стремились к сексу только ради удовольствия без последствий.  Единственным методом контроля рождаемости в коммуне Онейда был сохранённый половой акт, прерываемый до семяизвержения и не приводящий к зачатию. И этот метод оказался эффективным: его практиковали более двухсот мужчин, и за двадцать лет (с 1848 по 1868 г.) в коммуне произошло всего двенадцать незапланированных деторождений. Такой технике секса коммунары специально обучались на практике. Молодые мужчины первоначально тренировались с опытными женщинами, достигшими возраста менопаузы и не способными к зачатию детей, а молодые женщины — со старшими опытными мужчинами. В Онайде только сам Джон Нойес и ещё несколько старших мужчин считались достаточно опытными в деле сексуального самоконтроля, и только им позволялось вступать в интимные отношения с девушками и молодыми женщинами коммуны. Интимная жизнь была общей, но не беспорядочной: половые сношения в большинстве случаев допускались только по взаимному согласию, все сожительства документировались и регулировались руководством коммуны. Половой акт считался духовным, поэтому каждая пара мужчины и женщины должна была получить одобрение комитета, прежде чем вступать в половую связь. Большинство коммунарок-девственниц были «зарезервированы» для самого Нойеса. Но, при всём при этом, Нойес признавал за женщиной репродуктивную свободу — право ей самой выбирать, будет ли она вынашивать и рожать ребёнка, и когда. В те времена мало кто поддерживал такие права женщин.
Мужчина, не сумевший осуществить сохранённый половой акт, подвергался публичному осуждению или личному отторжению. Не вполне ясно, приводила ли такая сексуальная практика к серьёзным проблемам в коммуне Онайда, но возможно, что мастурбация и антисоциальный выход из коммуны были проблемами. Вряд ли прерванный половой акт мог приводить к импотенции.
Нойес считал противоестественными как мастурбацию, так и ситуацию, когда мужчина становится отцом незапланированных детей только потому, что не в силах преодолеть влечение к женщине. Он полагал, что половые органы имеют три равноважные функции: мочеиспускание, размножение и наслаждение (эротическая функция, англ. amative), и что половой акт служит двум различным целям. Первой из них была социальная сатисфакция, «позволяющая мужчине и женщине общаться и выражать любовь друг другу», второй — деторождение.
При этом, по убеждениям Нойеса, половой акт можно считать свершившимся, если пенис был введён во влагалище, а эякуляция не является необходимым условием. Он утверждал, что обычный половой акт — это

моментальное взаимоотношение, кончающееся изнеможением и омерзением. Если это и начинается в духе, то скоро кончается в плоти; то есть эротическое, что есть духовное, опускается до репродуктивного и сладострастного. За изнеможением следуют естественно порождаемые им самобичевание и стыд, а они приводят к тому, что человек начинает испытывать неприязнь к половым органам и стремиться скрывать их, с отвращением считая половые органы инструментами пагубной неумеренности. Это, несомненно, есть философия появления стыда после грехопадения. Первый грех Адама и Евы состоял в том, что они опустились от духовного к чувственному, и потому решили съесть запретный плод; после этого, утратив истинный баланс естества, они снова опустились от духовного к чувственному, вступив в интимную связь друг с другом, преждевременно перешли от эротичного к репродуктивному — и после этого они устыдились, и начали злыми глазами смотреть на свои орудия безрассудства.
Джон Нойес также полагал, что семяизвержение «истощает жизненную силу мужчины и приводит к болезни», а беременность и рождение ребёнка «облагают тяжёлым налогом жизненную силу женщины». К таким убеждениям Джона Нойса мог привести его тяжёлый жизненный опыт его самого и его жены.
Но не во всех случаях интимные отношения между членами коммуны происходили только по взаимному согласию. Руководитель коммуны Джон Нойес часто нередко подбирал пары половых партнёров и принуждал их к связи, и нередко сводил наиболее преданных ему сторонников с менее стойкими коммунарами, считая, что первые таким образом окажут положительное влияние на вторых.
Нойес опровергал утверждения о том, что прерванный до семяизвержения половой акт вредит здоровью мужчины:

насчёт ожидаемого и часто предсказываемого вредного действия мужского сохранённого полового акта, Коммуна сообщает, что в целом, подобные предсказания не сбываются. Например: многие всерьёз верят в то, что природа требует периодического и весьма частого семяизвержения, и что его задержка может причинить вред здоровью. Даже если бы это было правдой, то и тогда не было бы никаких аргументов против мужских сохранённых половых актов, кроме аргументов в пользу мастурбации; очевидно же, что до вступления в брак мужчина не имеет никаких законных способов достижения семяизвержения, кроме мастурбации; да и после вступления в брак — разве не будет это глупым и жестоким: давать семя своей жене только лишь затем, чтобы как-то от него избавиться? это всё равно, что стрелять в своего лучшего друга для того, чтобы разрядить пистолет
Оригинальный текст (англ.)in regard to the injurious effects of Male Continence, which have been anticipated and often predicted, the Community has to report, in general, that they have not been realized. For example: It is seriously believed by many that nature requires a periodical and somewhat frequent discharge of the seed, and that the retention of it is liable to be injurious. Even if this were true, it would be no argument against Male Continence, but rather an argument in favor of masturbation; for it is obvious that before marriage men have no lawful method of discharge but masturbation; and after marriage it is as foolish and cruel to expend one's seed on a wife merely for the sake of getting rid of it, as it would be to fire a gun at one's best friend merely for the sake of unloading it

Все члены коммуны жили в разных комнатах одного общего дома, что облегчало слежку за их половыми связями. Те, кому это дозволялось, после совокупления должны были возвращаться в свои комнаты; им не разрешалось оставаться наедине дольше необходимого.
Такая практика контроля интимной жизни и рождаемости оказалась эффективной, и рождаемость в коммуне Онайда долгие годы держалась на приемлемом низком уровне. Родившиеся в коммуне дети содержались и воспитывались также коммуной, а не традиционной семьёй.

### Взаимная критика
На общем собрании каждый член коммуны Онейда мог быть подвергнут публичной критике со стороны комитета или же всей коммуны. Это практиковалось с целью преодоления нежелательных черт характера. По данным ряда современных источников, лидер коммуны не был исключением, хотя он подвергался критике реже и слабее, чем остальные.
Чарльз Нордофф (Charles Nordhoff) свидетельствует об одном таком случае, когда на собрании «прорабатывали» коммунара, которого тоже звали Чарльз:

Чарльз сидел молча и опустив глаза; но обвинения множились; его лицо побледнело, и на лбу выступили капельки пота. Всё это продолжалось уже около получаса; и теперь, когда каждый человек в кругу уже высказался, мистер Нойес подвёл итог. Он сказал, что Чарльз допустил некоторые серьёзные проступки; что внимательно наблюдал за Чарльзом, и потому думает, что этот молодой человек всерьёз пытался излечиться. Нойес говорил в целом похвально о способностях Чарльза, о его добром характере и о некоторых соблазнах, перед которыми Чарльз смог устоять на своём жизненном пути. Ещё Нойес сказал, что видел знаки того, что Чарльз действительно искренне пытался справиться со своими недостатками; и одним из свидетельств сему было то, что позднее Чарльз пришёл к Нойесу за советом о том, как сделать сложный выбор, вокруг которого шла серьёзная внутренняя борьба у Чарльза, и что в конце концов Чарльз поступил правильно. «Чарльз, как вы знаете — сказал Нойес, — участвует в том, что мы называем стирпикультурой; он один из тех, кто готовится стать отцом. И в этой ситуации он не смог устоять перед соблазном самого обычного себялюбия, и пожелал допустить и культивировать исключительные интимные отношения с женщиной, которая вынашивает ребёнка от него. Это — коварный соблазн, который очень часто подстерегает людей, находящихся в подобных обстоятельствах; но, тем не менее, с этим соблазном до́лжно бороться». Чарльз — Нойес вышел вперёд, чтобы сказать — приходил к нему за советом о том, что делать в этом случае, и он (Нойес) поначалу не стал ничего говорить Чарльзу, но спросил того, что он сам думает о том, как следует поступить. После некоторой беседы, Чарльз решил (а Нойес согласился с ним), что он должен полностью изолировать себя от той женщины, и уступить своё место рядом с ней другому мужчине; и Чарльз именно так и поступил — в духе самопожертвования, что достойно всяческих похвал. И более того — Чарльз не только продолжал нести этот крест, как он говорил, с радостью, но и ночевал вместе с маленькими детьми, чтобы присмотреть за ними ночью. Принимая всё это во внимание, Нойес посчитал, что Чарльз стоит на правильном пути к тому, чтобы стать лучшим человеком, и что он показал искреннее желание совершенствоваться и избавляться от любых эгоистичных пороков.
Оригинальный текст (англ.)Charles sat speechless, looking before him; but as the accusations multiplied, his face grew paler, and drops of perspiration began to stand on his forehead. The remarks I have reported took up about half an hour; and now, each one in the circle having spoken, Mr. Noyes summed up. He said that Charles had some serious faults; that he had watched him with some care; and that he thought the young man was earnestly trying to cure himself. He spoke in general praise of his ability, his good character, and of certain temptations he had resisted in the course of his life. He thought he saw signs that Charles was making a real and earnest attempt to conquer his faults; and as one evidence of this he remarked that Charles had lately come to him to consult him upon a difﬁcult case in which he had had a severe struggle, but had in the end succeeded in doing right. "In the course of what we call stirpiculture," said Noyes, “Charles, as you know, is in the situation of one who is by and by to become a father. Under these circumstances, he has fallen under the too common temptation of selﬁsh love, and a desire to wait upon and cultivate an exclusive intimacy with the woman who was to bear a child through him. This is an insidious temptation, very apt to attack people under such circumstances; but it must nevertheless be struggled against.” Charles, he went on to say, had come to him for advice in this case, and he (Noyes) had at ﬁrst refused to tell him any thing, but had asked him what he thought he ought to do; that after some conversation, Charles had determined, and he agreed with him, that he ought to isolate himself entirely from the woman, and let another man take his place at her side; and this Charles had accordingly done, with a most praiseworthy spirit of selfsacriﬁce. Charles had indeed still further taken up his cross, as he had noticed with pleasure, by going to sleep with the smaller children, to take charge of them during the night. Taking all this in view, he thought Charles was in a fair way to become a better man, and had manifested a sincere desire to improve, and to rid himself of all selﬁsh faults.

### Положение женщин
В Америке XIX века коммуна Онайда оказалась одной из самых радикальных и организованных попыток изменить роль женщины в семье и обществе,  повысить её социальный статус. В этой коммуне женщины получили некоторые свободы и привилегии, которых за её пределами у них тогда не было. Коммунарка не была жёстко связана обязанностью растить своих детей до их повзросления, поскольку в Онайде существовала система общественного содержания и воспитания детей. Кроме того, участница этой коммуны могла избежать незапланированной или принудительной беременности, отказавшись вступать в интимные отношения с мужчинами или потребовав от своего партнёра сохранённого полового акта, не приводящего к зачатию. В те времена большинство замужних женщин Северной Америки (да и не только) не имели такой репродуктивной свободы. Также коммунарки Онайды обладали большей, чем у женщин из окружавшего их общества, свободой внешности: они могли носить короткие причёски и удобную функциональную одежду, в том числе панталоны. В коммуне Онайда женщина могла выполнять почти любую работу, если её здоровье и способности позволяли это делать. И хотя домашние работы по-прежнему выполнялись в основном женщинами, каждая из них могла попробовать себя также в бизнесе и продажах, в ремесле и искусстве — особенно в конце 1860-х и начале 1870-х годов. Наконец, коммунарки наравне с коммунарами активно участвовали в общественной жизни коммуны, в ежедневных религиозных и деловых собраниях.
Групповой брак, основанный на системе ценностей свободной любви, также повысил признанный статус женщины. По общей договорённости, мужчины и женщины имели равные права на сексуальное самовыражение и несли равные обязанности, связанные со вступлением в интимные отношения. В коммуне Онайда безусловно признавалась сексуальность женщины, одобрялось её желание получать удовольствие от секса и испытывать оргазм. Однако право женщины на отказ от вступления в близкие отношения с мужчиной не было безусловным: коммунар с более высоким статусом в общине иногда мог принуждать её.
Эллен Уэйланд-Смит (Ellen Wayland-Smith), автор книги «Статус и самовосприятие женщины в коммуне Онайда» (англ. The Status and Self-Perception of Women in the Oneida Community), утверждает, что там равенство полов было приблизительным. И мужчины, и женщины были очень зависимы от решений Джона Нойеса, его личных предпочтений. Но, хотя лидер коммуны мог быть не всегда справедливым по отношению к женщинам, коммунарки не подвергались какому-либо чрезмерному угнетению.

## История

### Основание коммуны в Онайде

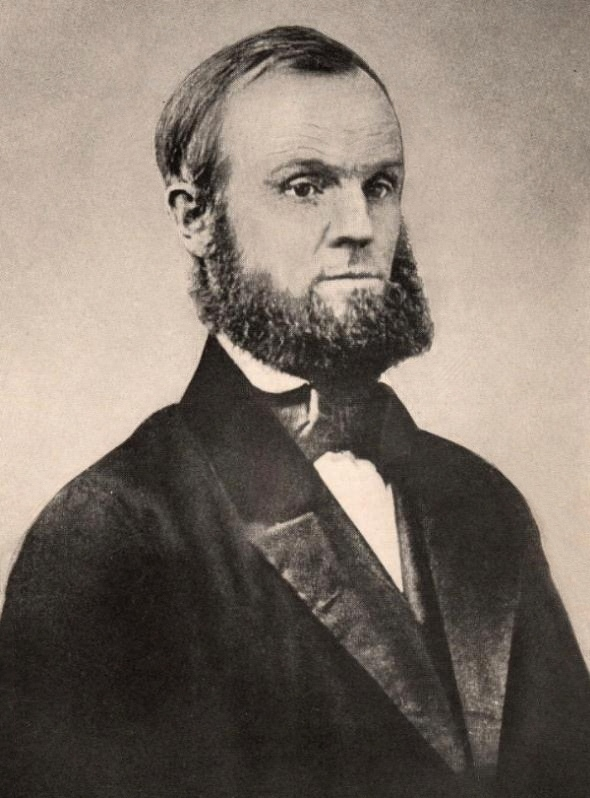
Дж. Х. Нойес, основатель коммуны (около 1850 г.)

Коммуна Онайда разместилась на участке земли площадью 160 акров. Эти земли, расположенные на берегах реки Онайда Крик (англ. Oneida Creek) на границе округов Мадисон и Онайда штата Нью-Йорк стали доступны для покупки переселенцами из Европы после того, как штат Нью-Йорк приобрёл их у индейского племени Oneida Indian Nation народа Онайда путём заключения серии договоров в 1840 и 1842 году. Сначала их купил Джонотан Барт (Jonathan Burt) для фермерского хозяйства. Джонотан Барт вскоре принял идеи христианского перфекционизма и стал сторонником Джона Нойеса, которого он в 1847 году пригласил (вместе с другими единоверцами) на эти земли, и они переселились сюда из города Патни штата Вермонт, чтобы образовать перфекционистскую ассоциацию.
Барт написал Нойесу письмо с предложением основать общину в Онайде. В то время в городе Патни (англ. Putney) штата Вермонт уже существовала община последователей Нойеса, известная как «Ассоциация Патни» (англ. Putney Association), и та община тоже была коммуной, обобществила собственность и труд и старалась жить, как одна большая семья, в групповом браке (разновидность полиамории). В ней жил и сам Джон Нойес. Такая система называлась «библейский коммунизм» (англ. Bible Communism). Но такой образ жизни противоречил действовавшим тогда законам штата Вермонт. После того, как по тем законам Нойес был обвинён в супружеской измене и ему грозило наказание, он в марте 1848 года вместе с последователями переехал в другой штат — Нью-Йорк, и на землях Барта близ города Онайда создал коммуну Онайда.

### Строительство

#### Первая усадьба
Первый капитальный общий дом коммуны Онайда спроектировал плотник и архитектор-самоучка Эрастус Хамильтон (Erastus Hamilton). Совместными усилиями всей общины, к зиме 1848-1849 года строительство было завершено. До того участники коммуны проживали в небольшом фермерском домике, построенном Бартом и другими, а также в двух срубах, построенных там ещё индейцами племени Онайда. Но количество коммунаров быстро увеличивалось, и им вскоре стало тесно в этих помещениях.
Тогда ещё недавно созданная коммуна уже владела лесопилкой и имела плотников в составе своих членов, и смогла большую часть работ по строительству первой усадьбы выполнить своими силами. Согласно записанным воспоминаниям одного из коммунаров, «строительство „дома“ было первым предприятием, в котором участвовала вся община; и это всем нам одинаково было нужно. Все работали, и женщины трудились не меньше мужчин»
.
Одним из самых необычных помещений первой усадьбы стала «палаточная комната» (англ. the tent room) на третьем этаже. В помещении размером 35 на 30 футов (10,7 × 9,1 м) располагалось двенадцать палаток, в которых жили члены коммуны. Такое размещение людей естественным образом предотвращало изоляцию, способствовало социальным взаимодействиям. Другим важным местом в жизни коммуны была комната с общий столом, за которым коммунары всегда ели вместе.
Община продолжала расти, и вскоре ей и в этом доме стало тесно. Поначалу коммунары пытались приспособиться к жизни на ограниченной площади; 25 октября 1855 года в их газете «Циркуляр» (англ. The Circular) вышла статья с утверждениями о том, что «малое пространство обитания способствует сокращению чрезмерной индивидуальности и вносит в нашу жизнь элементы коммунизма». Но когда численность коммуны достигла 170 человек, жить на прежних площадях стало практически нереально.

### Стирпикультура
Евгенический эксперимент, известный под названием «стирпикультура» (англ. stirpiculture), был представлен в 1869 году. Это была попытка осуществления селекции людей с целью получения более совершенного потомства. Коммунары, желавшие стать родителями, должны были обладать определёнными духовными и моральными качествами и получить одобрение комитета. В эксперименте участвовали 53 женщины и 38 мужчин, из которых была образована «Усадьба» (англ. Mansion House) — новое отделение коммуны Онайда. В результате проведения такого опыта родилось 58 детей, отцом девяти из них был основатель и лидер коммуны Джон Нойес. От рождения до отнятия от груди матери (обычно в возрасте около года) ребёнок оставался с матерью, затем отправлялся на общественное содержание и воспитание в другое отделение коммуны, называвшееся «Детское крыло» или «Южное крыло» (англ. Children's Wing / South Wing). Он мог видеться со своими родителями, но слишком сильная привязанность к ним могла вызвать подозрения у начальника «Детского крыла», и тот мог запретить свидания на определённый срок.

### Связанные организации
«Ассоциация Патни» и коммуна Онайда были не единственными организациями последователей Джона Нойеса; кроме них, существовали малочисленные сообщества последователей в Уоллингфорде (англ. Wallingford) (штат Коннектикут), Ньюарке (Нью-Джерси), и Кембридже (англ. Cambridge) (Вермонт). Первоначально во всех этих общинах, вместе взятых, было 87 членов; в феврале 1850 года их было уже 172 человека; в 1852 г. — 208, в 1878 г. — 306. Но количество «местных отделений» коммуны постепенно сокращалось. В 1854 году, кроме Онайды, оставалась ещё только одна община последователей Нойеса в Уоллингфорде, но и та не смогла пережить катастрофический торнадо, почти разрушивший город в 1878 году. Коммуна в Онайде продержалась дольше всех — до 1881 года, в котором она перестала быть коммуной и неожиданно была преобразована в коммерческую компанию Oneida Limited, которая существует по сей день и стала одним из крупнейших в мире производителей столовых приборов из нержавеющей стали и серебра.

### Прекращение деятельности
Жизнедеятельность коммуны была успешной, пока Джон Хамфри Нойес не передал власть своему сыну Теодору Нойесу (Theodore Noyes). Это кадровое решение оказалось глубоко неверным потому, что Теодор был агностиком, а не верующим, и не унаследовал от отца способностей к руководству людьми. И оно почти сразу же привело к расколу коммуны: коммунар Джон Тауэр (англ. John Tower) не признал Теодора и попытался сам захватить власть.
Появились разные мнения о правилах группового брака. В коммуне начались дебаты о том, в каком возрасте дети коммунаров должны начинать половую жизнь, и кто их должен «сексуально инициировать», а затем и вся эта практика подверглась сомнению. Коммунары-основатели тогда уже были в преклонном возрасте, и их оставалось всё меньше в живых, а среди молодого поколения Онайды многие хотели жить в традиционных браках, а не в групповом, как их родители.
Среди сторонних людей не все считали происходящее в коммуне Онайда её внутренним делом. Профессор Хамильтон-колледжа (англ. Hamilton College) Джон Мирс (John Mears) устроил кампанию протеста против коммуны, организовал митинг, на которых пришли 47 священников. Это стало решающим. Доверенный советник (англ. trusted adviser) Мирон Кинсли (Myron Kinsley) сообщил Джону Нойесу, что последнему угрожает арест по обвинению в растлении малолетних, и что ордер уже выписан. Тёмной ночью в середине июня 1879 года Джон Нойес покинул «Усадьбу» Онайды и сумел навсегда сбежать из США. Вскоре он из Ниагара-Фолс (провинция Онтарио, Канада) отправил письмо своим последователям в Онайду, в котором рекомендовал отказаться от группового брака.
Так, из-за внешнего давления и внутренних разногласий коммуна была распущена в том же 1879 году. Часть её бывших членов создали акционерное общество, чтобы продолжать свою коммерческую деятельность. Половые партнёры из Онайды продолжали сожительствовать с теми, с кем они сожительствовали на момент реорганизации коммуны. Около 70 бывших коммунаров в следующем году вступили в традиционные браки.

## Наследие
Созданная бывшими членами коммуны коммерческая фирма Oneida Limited продолжала свою деятельность и в XX веке, постепенно фокусируясь на производстве столовых приборов. Своё предприятие по изготовлению охотничьих ловушек она продала в 1912 году, производство шёлка — в 1916-м. Консервный завод был закрыт в 1915 году как нерентабельный.
То самое акционерное общество Oneida Limited существует до сих пор, является одним из крупнейших производителей столовых приборов, которые выпускает под собственной торговой маркой «Oneida Limited». Но в сентябре 2004 года компания объявила о том, что в начале 2005 года она прекратит всё своё производство на территории США (которое проработало 124 года подряд), и вынесет его в другие страны. В США остаются только разработка и продажи. Oneida Limited заявляла о продаже своих производственных предприятий. Позднее был закрыт и дистрибьюторский центр в городей Шерилл (англ. Sherrill) штата Нью-Йорк, остался только административный офис в Онайде.
Никого из первоначальных членов коммуны Онайда уже давно нет в живых. Последней из них была Элла Флоренс Андервуд (англ. Ella Florence Underwood; 1850–1950), которая умерла 25 июня 1950 года в городе Кенвуд (англ. Kenwood) штата Нью-Йорк, недалеко от города Онайда.
Архивы коммуны Онайда были открыты для исследователей только в 1993 году. Среди прочих документов в них обнаружился и был опубликован дневник коммунарки Тирзы Миллер (англ. Tirzah Miller), племянницы Джона Нойеса, в котором она подробно описала свои романтические и сексуальные отношения с другими членами коммуны Онайда.

## Список литературы
- Barkun, Michael (1996). Crucible of the Millennium: The Burned-Over District of New York in the 1840s. Syracuse: Syracuse University Press.
- Bernstein, Leonard (1953). "The Ideas of John Humphrey Noyes, Perfectionist," American Quarterly 5 (2), pp. 157–165.
- Carden, Maren Lockwood (1869). Oneida: Utopian Community to Modern Corporation. Baltimore: The Johns Hopkins Press.
- Foster, Lawrence (1981). "Free Love and Feminism: John Humphrey Noyes and the Oneida Community," Journal of the Early Republic 1 (2), pp. 165–183.
- Foster, Lawrence (1986). "The Psychology of Free Love in the Oneida Community," Australasian Journal of American Studies 5 (2), pp. 14–26.
- Foster, Lawrence (1991). Women, Family, and Utopia: Communal Experiments of the Shakers, the Oneida Community, and the Mormons. Syracuse University Press.
- Hinds, William Alfred (1908). "The Perfectionists and their Communities." Архивная копия от 20 ноября 2018 на Wayback Machine In: American Communities and Co-operative Colonies. Chicago : C.H. Kerr & Co., pp. 152–231.
- Kephart, William M. (1963). "Experimental Family Organization: An Historico-Cultural Report on the Oneida Community," Marriage and Family Living 25 (3), pp. 261–271.
- Klaw, Spencer (1993). Without Sin: The Life and Death of the Oneida Community. New York: Allen Lane, Penguin Press.
- Lowenthal, Esther (1927). "The Labor Policy of the Oneida Community Ltd.," Journal of Political Economy 35 (1), pp. 114–126.
- Meyer, William B. (2002). "The Perfectionists and the Weather: The Oneida Community's Quest for Meteorological Utopia, 1848-1879," Environmental History 7 (4), pp. 589–610.
- Noyes, Pierpoint B. (1958). A Goodly Heritage. New York: Rinehart Press ISBN 0-01-646722-1
- Olin, Spencer C., Jr. (1980). "The Oneida Community and the Instability of Charismatic Authority," The Journal of American History 16 (2) pp. 285–300.
- Robertson, Constance (1972). Oneida Community; The Breakup, 1876-1881. Syracuse University Press ISBN 0-8156-0086-0
- Robertson, Constance (1981). Oneida Community; An Autobiography 1851-1876. Syracuse University Press ISBN 0-8156-0166-2
- Ryan, Mary P. (1981). Cradle of the Middle Class: The Family in Oneida County, New York, 1790-1865. New York: Cambridge University Press.
- Smith, Goldwin (1893). "The Oneida Community and American Socialism." In: Essays on Questions of the Day, Political and Social. New York: Macmillan & Co., pp. 337–360.
- Spears, Timothy B. (1989). "Circles of Grace: Passion and Control in the Thought of John Humphrey Noyes," New York History 70 (1), pp. 79–103.
- Spurlock, John C. (1988). Free Love: Marriage and Middle-Class Radicalism in America, 1825-1860. New York: New York University Press.
- Thomas, Robert David (1977). The Man Who Would Be Perfect: John Humphrey Noyes and the Utopian Impulse. Philadelphia, PA: University of Pennsylvania Press.
- Warfield, Benjamin B. (1921). "John Humphrey Noyes and his 'Bible Communists,'" Bibliotheca Sacra, Vol. 78, No. 309, pp. 37–72.
- Wayland-Smith, Ellen (1988). “The Status and Self-Perception of Women in the Oneida Community,” Communal Societies 8, pp. 18–53.
- White, Janet R. (1996). "Designed for Perfection: Intersections between Architecture and Social Program at the Oneida Community," Utopian Studies 7 (2), pp. 113–138.